# 세이프룸

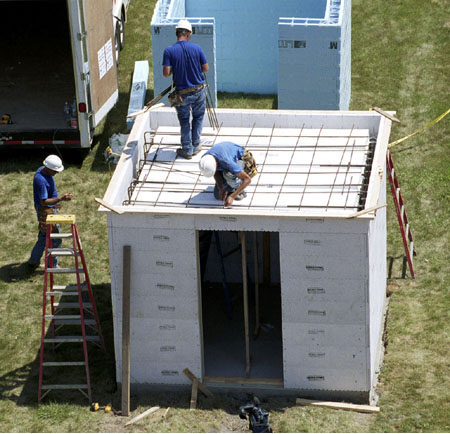
세이프룸 건설 장면

세이프룸(safe room) 또는 패닉룸(panic room)은 침입, 주거침입, 토네이도, 테러 공격, 위협 또는 기타 상황이 발생할 경우 주민들에게 안전한 피난처 또는 은신처를 제공하기 위해 개인 주택이나 사업장에 설치된 요새화된 방이다. 세이프룸에는 일반적으로 법 집행 기관에 연락할 수 있는 통신 장비가 포함되어 있다.

## 같이 보기
- 낙진 대피소
- 패닉 룸
- 생존주의

## 참고 자료
- Skousen, Joel (1999). 《The Secure Home》 3판. American Fork, Utah: Swift Learning Resources. ISBN 9781568610559. OCLC 1058037354.